# 弯柄刺天茄
弯柄刺天茄（学名：Solanum indicum var. recurvatum）为茄科茄属下的一个变种。

## 扩展阅读
- 維基物種上的相關：弯柄刺天茄